# Krista Bendová
Krista Bendová (pseudonimy: Ján Kovaľ, Kristián Benko – razem z Jánem Kostrą, Mária Hlavatá, ur. 27 stycznia 1923 w Kráľovej Lehocie, zm. 27 stycznia 1988 w Bratysławie) – słowacka pisarka, poetka i dziennikarka.

## Życiorys
Urodziła się w 1923 roku w Kráľovej Lehocie jako Kristína Bendová, swoje imię dostała po matce. Jej ojciec, Oldřich Benda, był urzędnikiem kolejowym. Chodziła do szkół w Kremnicy, Nowych Zamkach i w Bańskiej Bystrzycy, w której zdała maturę w 1942 roku. W latach 1942–1945 studiowała filologię słowacką i rosyjską na Uniwersytecie w Bratysławie, a także krótko uczęszczała na zajęcia na Akademii Teatralnej. Pierwsze wiersze publikowała już podczas studiów. Jej debiutancki tomik Listy milému ukazał się w 1948 roku.
Pracowała najpierw w wydawnictwie Pravda, po czym w sekretariacie Związku Literatów Czechosłowackich. Zanim poświęciła się całkowicie pisaniu książek, przez lata była redaktorką magazynów „Ohník” i „Roháč”, a później gazety „Pravda”. Jest autorką 54 książek, pisała także scenariusze filmów telewizyjnych, a także tłumaczyła literaturę z czeskiego i rosyjskiego. W 1962 roku dostała nagrodę Československá cena mieru (pol. Czechosłowacka Nagroda Pokoju), a w 1970 roku nagrodę Fraňa Kráľa
Była żoną pisarza Jána Kostry, z którym napisała kilka książek dla dzieci. Małżeństwo miało trójkę synów (Jána, Juraja i Michala), którzy pojawiają się w książce Małpeczki z naszej półeczki.

## Twórczość

### Poezja
- 1948 – Listy milému
- 1948 – Milenec smútok
- 1948 – Ruky
- 1950 – Krajina šťastia
- 1955 – O tú pieseň
- 1960 – Cez oheň a vody, wybór
- 1965 – Riziko
- 1967 – Variácie na Osudovú a Nedokončenú
- 1976 – Pred zrkadlom, wybór

### Wiersze dla dzieci i młodzieży
- 1949 – Čačky-hračky
- 1950 – Čo sa robí, čo sa stalo
- 1951 – Vtáčky (pod pseudonimem Kristián Benko)
- 1951 – Zvieratá (razem z Jánem Kostrą)
- 1952 – Pioniersky pochod
- 1953 – Priamy smer do Tatier (razem z Jánem Kostrą)
- 1954 – Lesné zvieratká
- 1955 – Ako Jožko Pletko poplietol si všetko
- 1956 – Bola raz jedna trieda
- 1957 – Cirkus Hopsasa
- 1959 – Ako Jožko Pletko upratať chcel všetko
- 1962 – Čiernobiela rozprávka
- 1962 – Odvezte sa, odvezte, po vode i po ceste
- 1962 – Frčko a ježko
- 1963 – Kvapôčky
- 1963 – Sedem zlatých tajomstiev
- 1963 – Maťko ide do školy
- 1969 – Bimbo cestuje
- 1969 – Rozpovie ti táto knižka, koho zjedla Miki-myška
- 1969 – Mám koníčka bieleho, leporello
- 1969 – Zakvákala žabka, leporello
- 1970 – Zázračné cvičky
- 1971 – Rozprávky z počítadla
- 1978 – Odtrhni si básničku, leporello
- 1986 – Básničky maličkým
- 1986 – V tejto knižke rapoce straka…

### Proza dla dzieci i młodzieży
- 1955 – Nezábudky
- 1966 – Kde bolo, tam nebolo
- 1967 – Opice z našej police (wyd. polskie: Małpeczki z naszej półeczki. Maria Erhardtowa (tłum.). Kraków: Krajowa Agencja Wydawnicza, 1978. Brak numerów stron w książce)[4]
- 1967 – Osmijanko rozpráva osem rozprávok o zvieratkách
- 1967 – Osmijanko rozpráva osem rozprávok o zázračných krajinách
- 1967 – Osmijanko rozpráva osem rozprávok o princeznách
- 1968 – Osmijanko rozpráva osem rozprávok o vtáčikoch
- 1968 – Osmijanko rozpráva osem rozprávok o detektívoch
- 1969 – Osmijanko rozpráva osem podvodných rozprávok
- 1969 – Osmijanko rozpráva osem lesných rozprávok
- 1969 – Osmijanko rozpráva osem sladkých rozprávok
- 1974 – Dobrodružstvá Samka Klamka
- 1981 – Rozprávky z Dúbravky
- 1988 – Šťastný pes
- 1994 – Brumlíčkove rozprávky
- 1999 – O prváckom mačiatku

### Inne książki dla dzieci i młodzieży
- 1950 – Umelci deťom
- 1959 – Prvé kroky (razem z Ireną Blühovą)[5]
- 1959 – Grécko žaluje (reportaż)
- 1959 – Líška - staviteľka
- 1971 – Tryskom na ihrisko
- 1976 – Čudná torta[1]